# Ernst Tiburzy
Ernst Tiburzy (26 de diciembre de 1911, Drosdowen, R. Prusia, Imperio alemán - Alemania, Papenburg, 14 de noviembre de 2004) fue un militar alemán en el Volkssturm de la Wehrmacht durante la Segunda Guerra Mundial que recibió la Cruz de Caballero de la Cruz de Hierro por su actuación combatiendo solo y haber logrado la destrucción de cinco T-34s con Panzerfausts durante la defensa de Königsberg el 10 de febrero de 1945. Es uno de los cuatro únicos miembros del Volkssturm que han recibido la Cruz de Caballero de la Cruz de Hierro. Además, Tiburzy fue mencionado en el informe de la Wehrmacht del 28 de febrero de 1945.

### Citas
1. ↑  Fellgiebel 2000, pp. 423, 506.